# Loubinec
Loubinec (Parthenocissus), česky též přísavník a lidově psí víno, je rod rostlin z čeledi révovitých. Loubince jsou dřevnaté úponkaté liány s jednoduchými nebo složenými střídavými listy a drobnými květy. Úponky bývají zakončené přísavnými destičkami. Rod zahrnuje 13 druhů a je rozšířen v Asii a Severní Americe. Loubince jsou pěstovány jako bujně rostoucí okrasné liány s univerzálním použitím. V České republice je nejčastěji pěstován loubinec pětilistý a loubinec trojlaločný.

## Popis
Loubince jsou dřevnaté liány s úponky. Borka je celistvá a neodlupuje se v pruzích ani šupinách. Větévky jsou ve střední části vyplněné bílou, v nodech nepřerušovanou dření. Listy jsou střídavé, jednoduché s dlanitou žilnatinou, trojčetné nebo dlanitě složené. Úponky jsou hroznovitě rozdělené do 4 až 12 větví, na jejichž koncích se u většiny druhů vyvíjejí přísavné terčíky. Květenstvím je lata nebo rozvolněné, zdánlivě vrcholové chocholičnaté polycházium.[ujasnit] Květenství vyrůstají v paždí listů, proti listům nebo řidčeji na koncích letorostů. Květy jsou pravidelné, pětičetné, oboupohlavné nebo samčí. Kalich je miskovitý, lysý, zakončený 5 zuby. Korunní lístky jsou volné. Tyčinek je 5. Květní terč je málo vyvinutý a pouze výjimečně nese 5 nektárií. Semeník je dvoupouzdrý, v každém pouzdře jsou 2 vajíčka. Čnělka je zřetelná. Plodem je kulovitá bobule obsahující 1 až 4 semena.

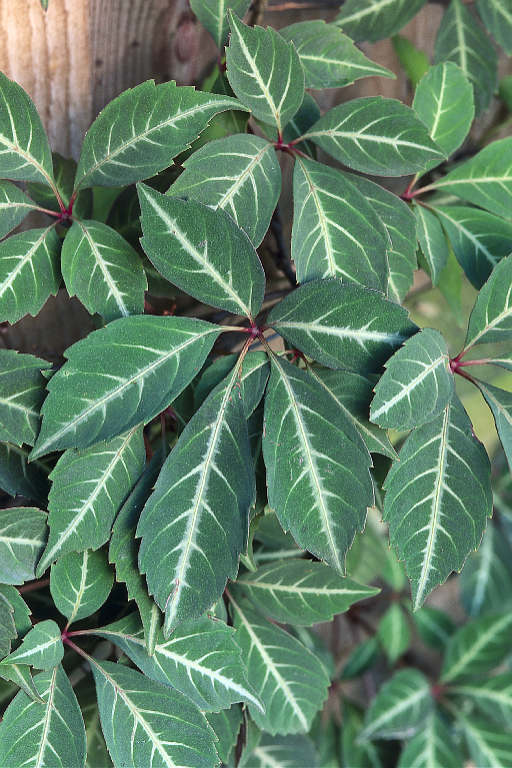
Loubinec Parthenocissus henryana
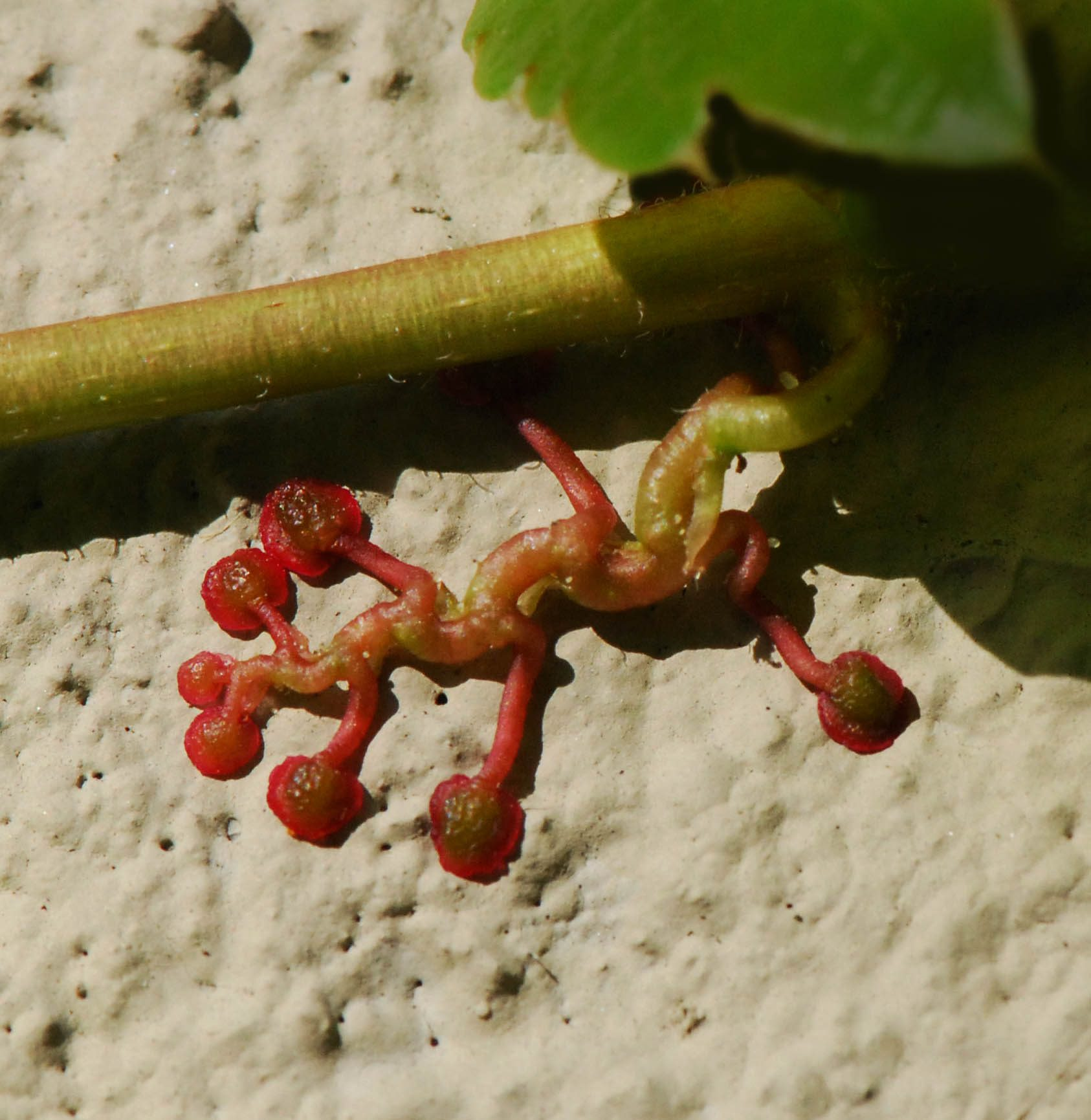
Přísavné terčíky loubince trojlaločného
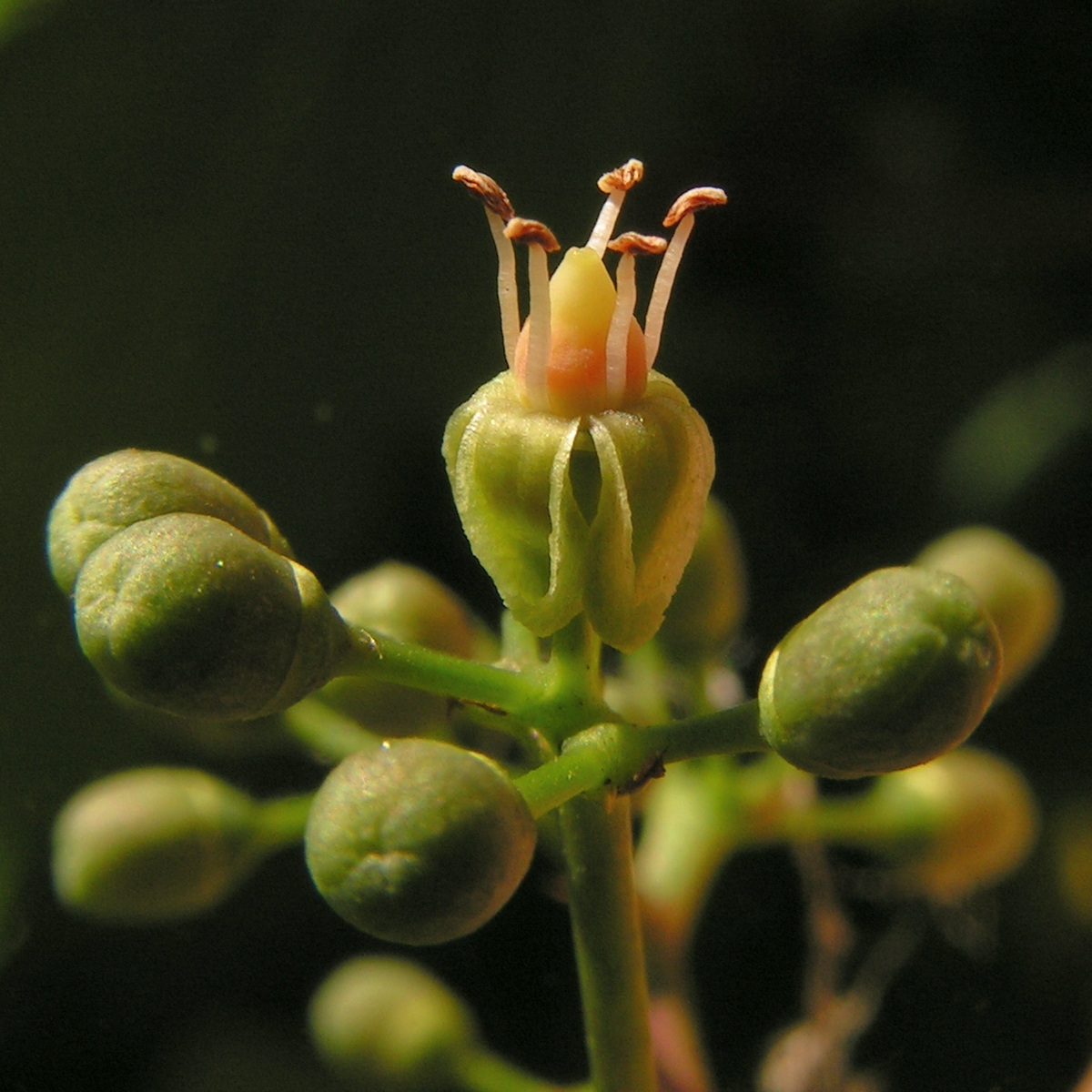
Detail květu loubince pětilistého
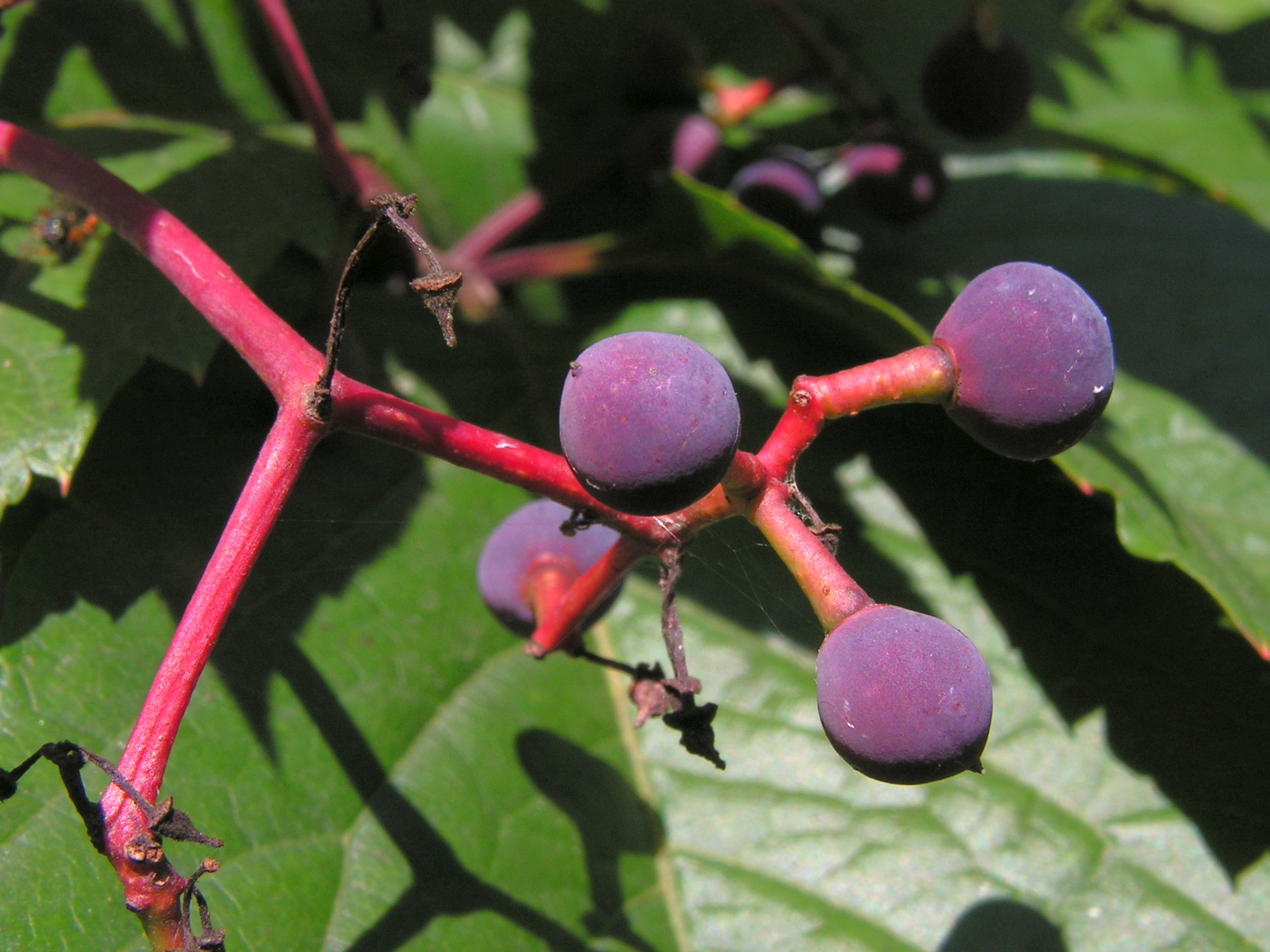
Plody loubince pětilistého

## Rozšíření
Rod loubinec zahrnuje 13 druhů. Je rozšířen ve východní Asii a Severní Americe.
Největší areál, sahající od Indie po Čínu, Vietnam a Indonésii, má druh Parthenocissus semicordata.
V Číně se vyskytuje 8 domácích druhů, z toho 6 endemických. V Indii rostou 2 druhy, v Indonésii 2 druhy, v Severní Americe 3 druhy, přičemž loubinec pětilistý zasahuje i do Mexika.
V evropské květeně není žádný druh loubince původní, některé pěstované druhy místy zplaňují. V České republice nejčastěji zplaňuje loubinec popínavý, a to zejména v pobřežních křovinách a lužních lesích.

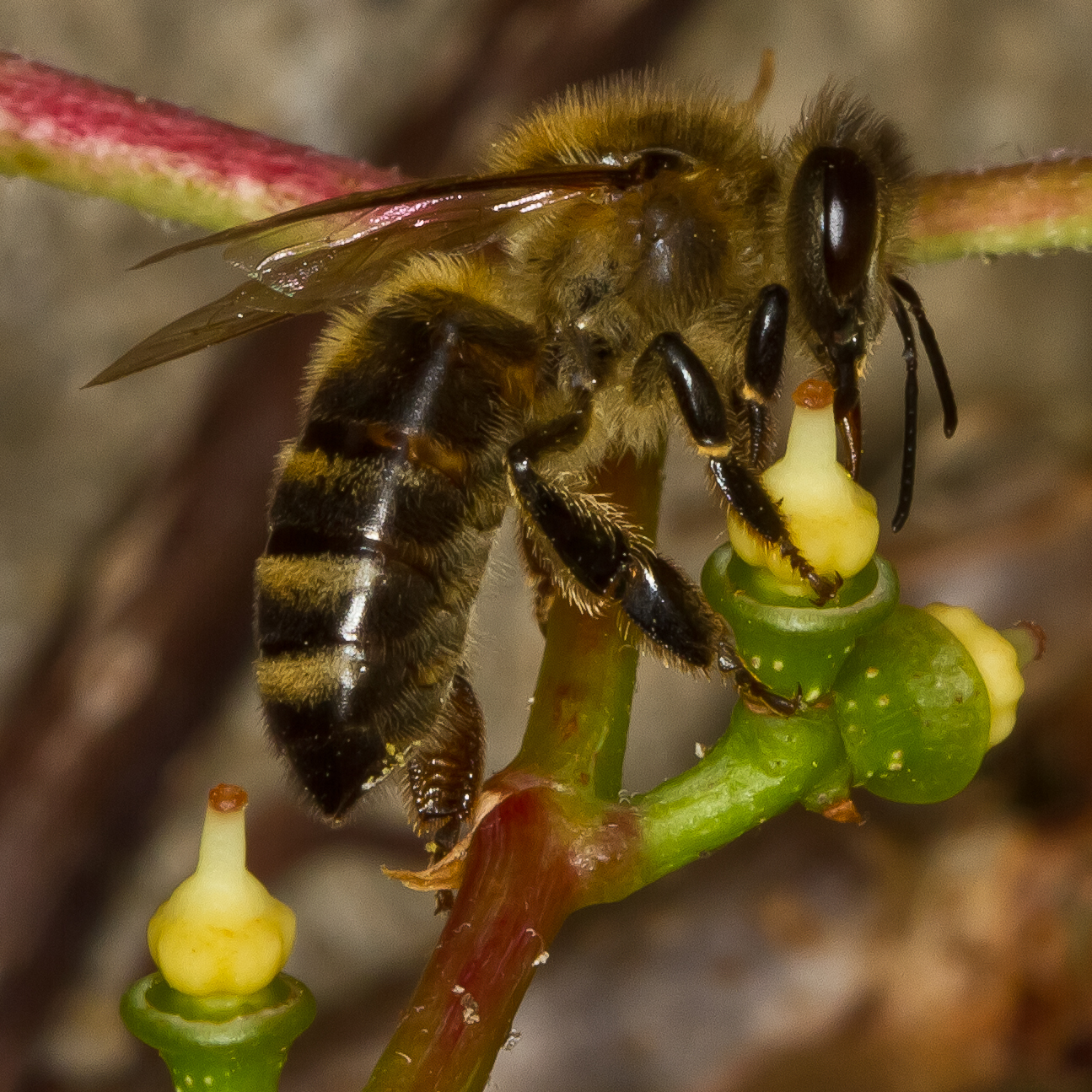
Včela na květech loubince trojlaločného

## Ekologické interakce
Květy loubinců jsou drobné a nenápadné, avšak obsahují hojný nektar a jsou navštěvovány různým hmyzem, zejména včelami, vosami, mouchami a brouky. Plody jsou šířeny zvířaty.

## Zástupci
- loubinec popínavý (Parthenocissus inserta)
- loubinec pětilistý (Parthenocissus quinquefolia)
- loubinec trojlaločný (Parthenocissus tricuspidata)[10]

## Význam
Loubince jsou pěstovány v různých kultivarech jako okrasné liány, vhodné k rychlému ozelenění stěn, pergol, budov, skal a podobně. K ozelenění budov a zdí se nejvíce hodí loubinec trojlaločný, neboť se nejlépe zachycuje na kolmých stěnách. Loubinec pětilistý je vhodnější např. na pergoly, nepříliš kolmé stěny apod. Loubinec popínavý nemá přísavné destičky a má spíše šlahounovitý, rozkleslý vzrůst. Výjimečně je v botanických zahradách pěstován druh P. semicordata.

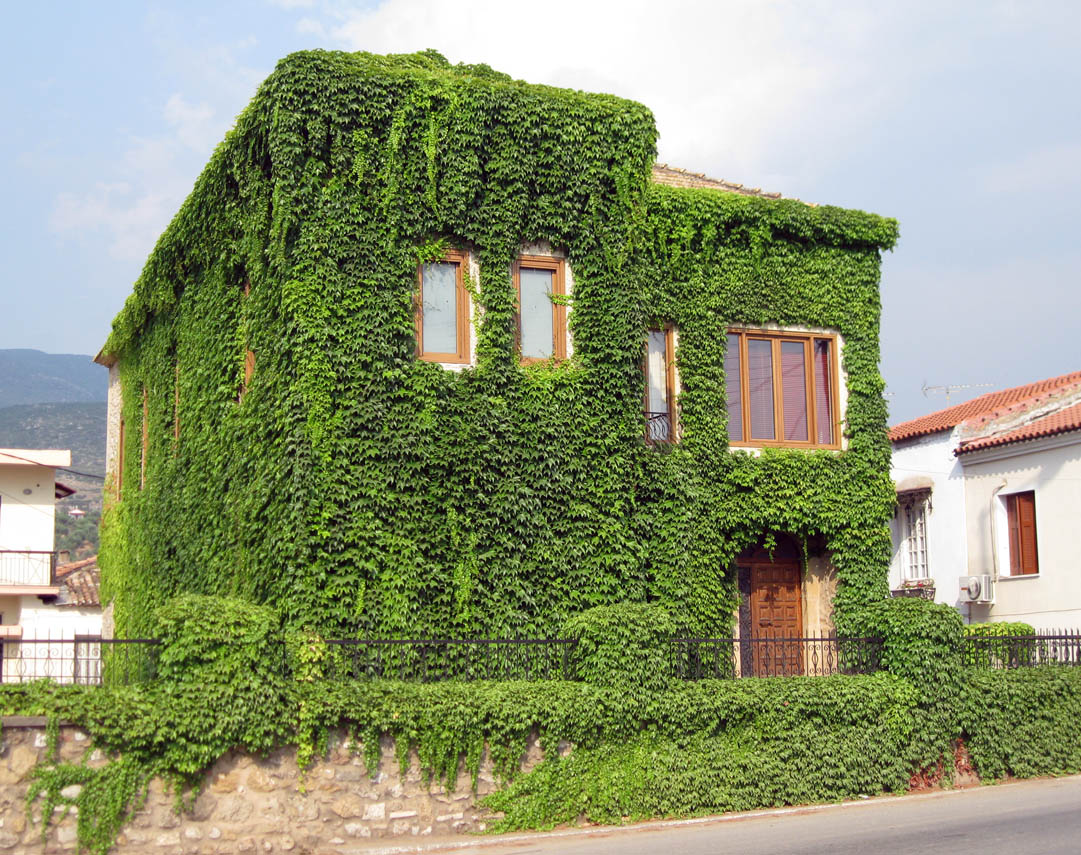
Dům porostlý loubincem trojlaločným
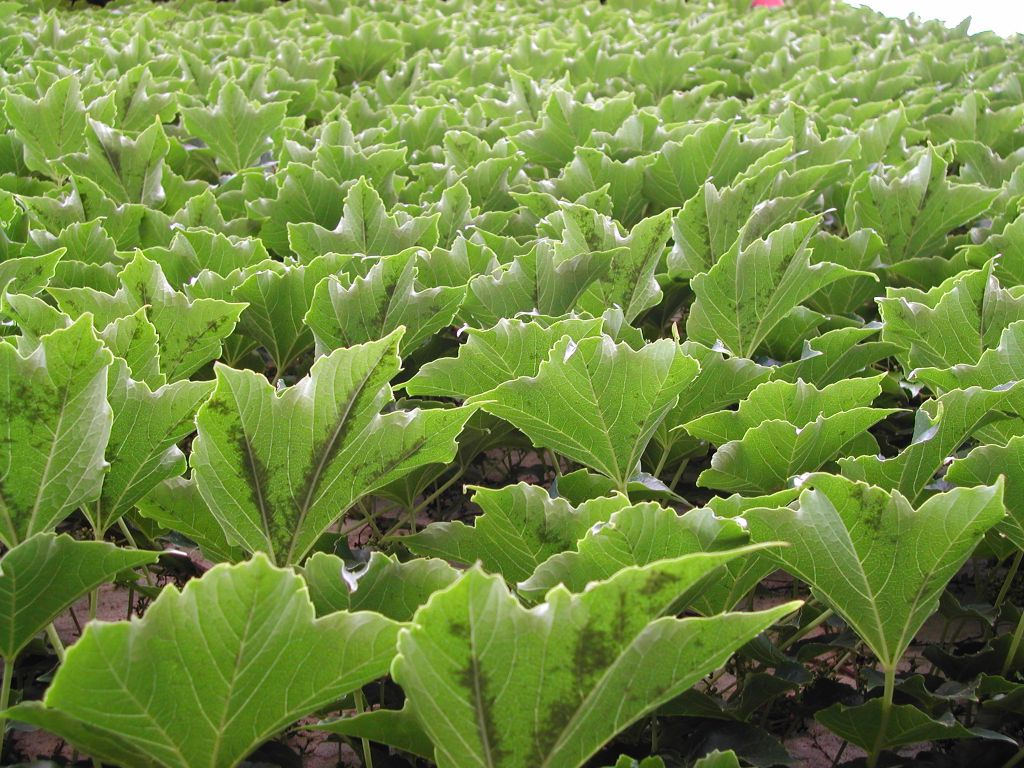
Detail stěny porostlé loubincem trojlaločným
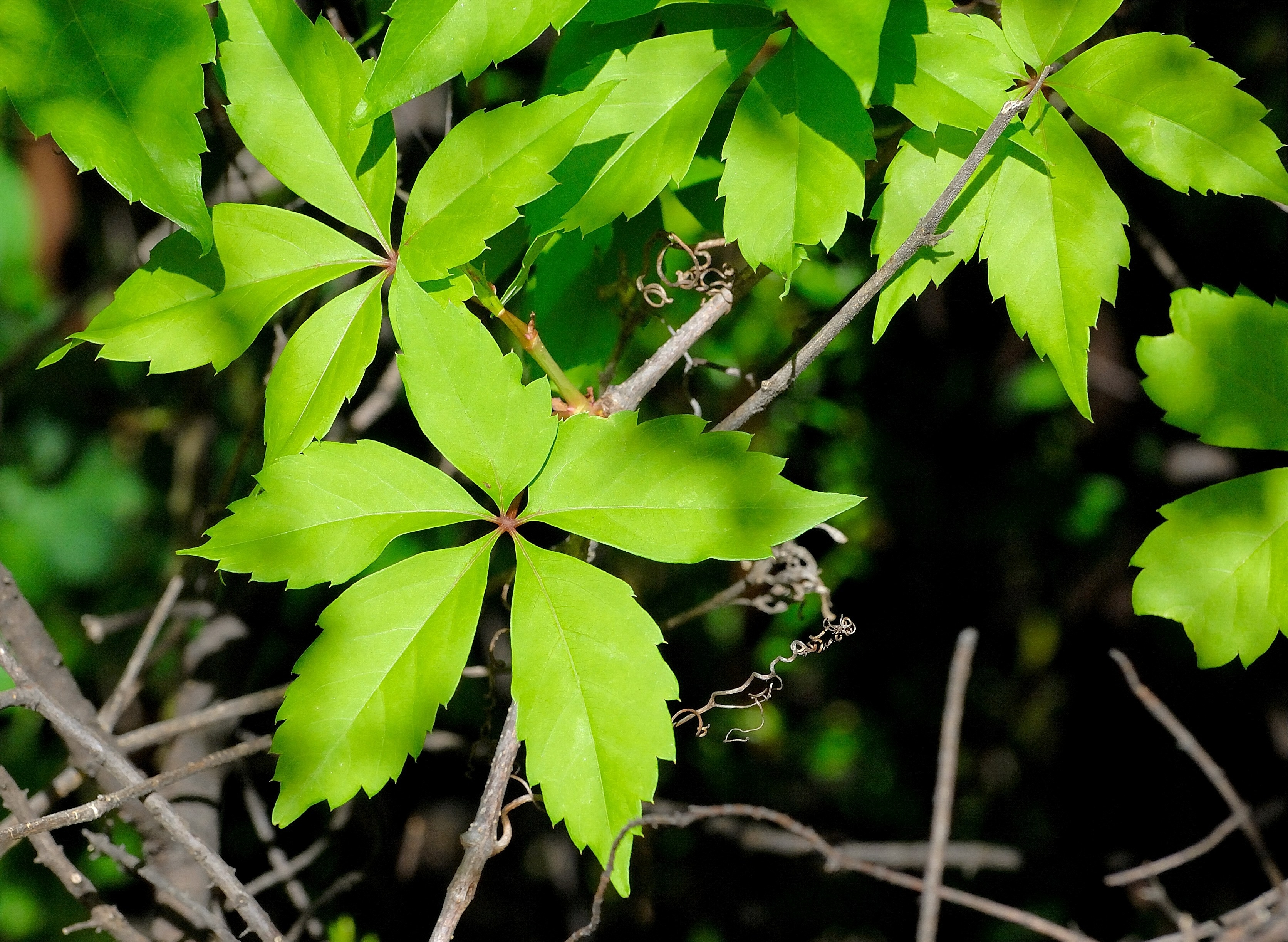
Loubinec popínavý
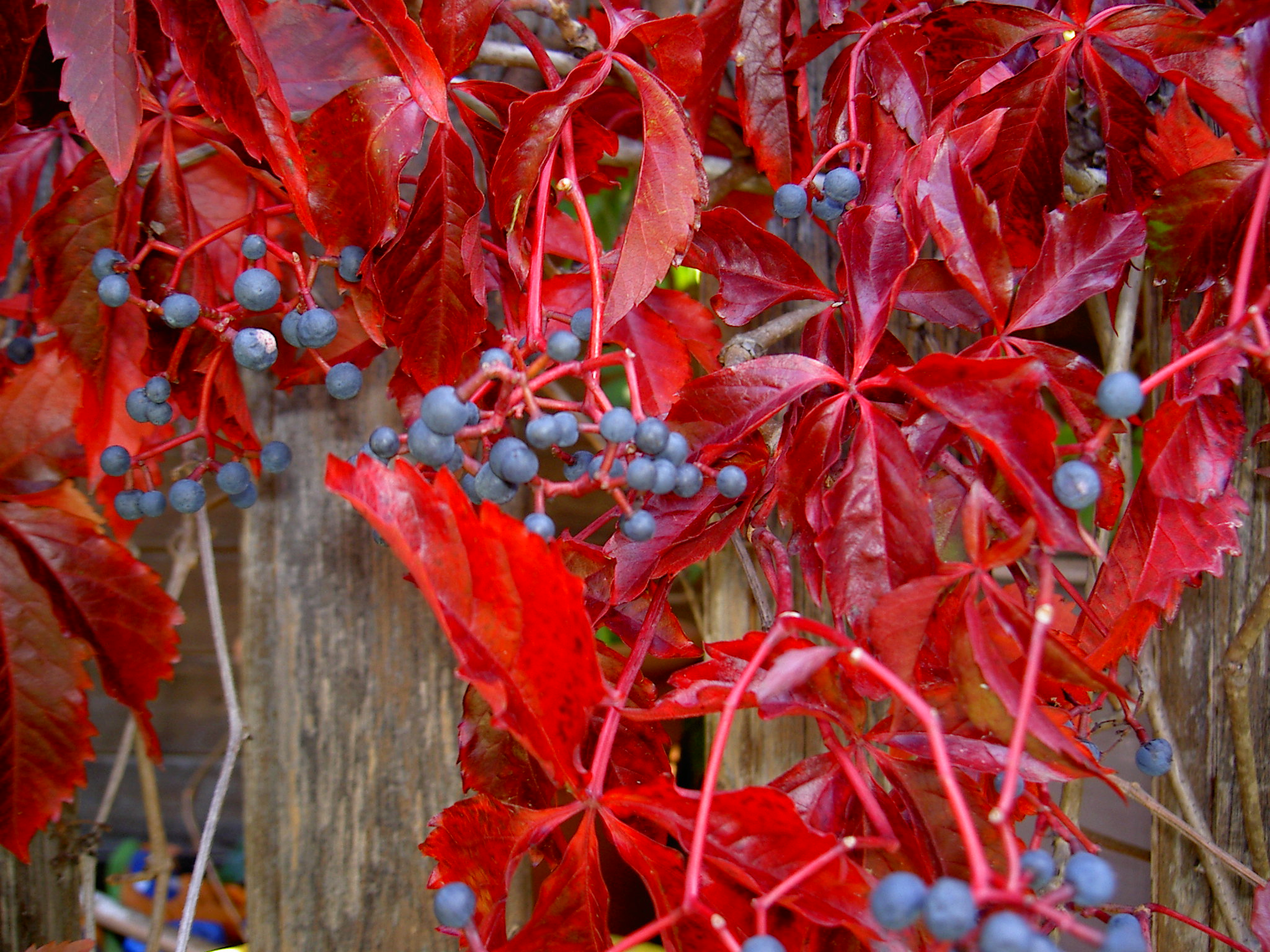
Podzimní zbarvení loubince pětilistého